# رضی‌الدین قزوینی
رضی الدین قزوینی از دانشمندان ایرانی قرن یازدهم هجری است.

## نام و پیشه
رضی الدین محمد بن حسن قزوینی عالم و دانشمندی ذو فنون بود که در کلام و فقه و حدیث و تاریخ و شعر مهارت داشت.

## اساتید
از اساتید وی ملا خلیل قزوینی را باید نام برد.

## شاگردان
یکی از شاگردان وی صدرالدین قزوینی نام داشته که برخی آثار استادش را شرح نموده است.(ریاض الجنه زنوزی، ج۴، ص۵۵۳)

## آثار
رضی الدین قزوینی دارای آثار بسیاری است که از جمله ضیافه الاخوان که ناظر به التدوین یافعی است و در سال ۱۳۹۶ق در قم چاپ شده است.
ابطال الرمل، دیوان شعر، رساله نوروزیه، قبله الآفاق، لسان الخواص، میزان المقادیر از دیگر آثار اوست.

## عدم اشتباه
رضی الدین قزوینی را نباید با سید رضی الدین قزوینی از دانشمندان اهل قزوین در قرن ۱۳ یکی دانست.

## منسوبان به وی
صاحب طرائق الحقائق از نوادگان رضی الدین قزوینی است.